# Medie pătratică
Dacă a și b sunt numere reale pozitive media pătratică  a acestora este {\displaystyle m_{p}={\sqrt {{a^{2}+b^{2}} \over 2}}}
- Generalizare: pentru n numere reale pozitive {\displaystyle x_{1}}, {\displaystyle x_{2}}, ..., {\displaystyle x_{n}} formula mediei pătratice este {\displaystyle m_{p}={\sqrt {{x_{1}^{2}+x_{2}^{2}+...+x_{n}^{2}} \over n}}.}

Exemplu: media pătratică a numerelor 1, 2, 3 este egală cu {\displaystyle {\sqrt {\frac {1^{2}+2^{2}+3^{2}}{3}}}={\sqrt {\frac {14}{3}}}={\frac {\sqrt {14}}{\sqrt {3}}}.}
În inegalitatea mediilor, această medie este mai mare decât cea aritmetică:{\displaystyle {\sqrt {{x_{1}^{2}+x_{2}^{2}+...+x_{n}^{2}} \over n}}\geq {\frac {x_{1}+x_{2}+\cdots +x_{n}}{n}},\forall x_{1},x_{2},\cdots ,x_{n}\in \mathbb {R} _{+}}